# Tambureens
The Tambureens erano un gruppo musicale della città svedese di Växjö attivo nella seconda metà degli anni 1990, che si ispirava alla musica degli anni 1960.
Dopo lo scioglimento dei Tambureens nel 1999, i componenti si sono divisi entrando a far parte di altri gruppi musicali svedesi.

## Formazione
- Jon Axelsson (entrato poi nei Melody Club)
- Rickard Karlsson (entrato poi nei The Mo)
- Sylvester Schlegel (entrato poi negli Ark)
- Erik Stenemo (entrato poi nei Melody Club)
- Kristoffer Östergren (entrato poi nei Melody Club)

## Discografia

### Album
- Tambourine girl, 1995
- Love affairs, 1998

### Singoli
- Pretty thing, 1998